# Botnik Północny

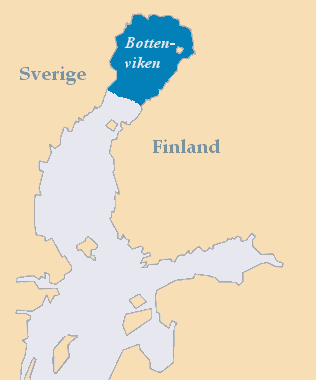
Botnik Północny na mapie Zatoki Botnickiej

Botnik Północny (fiń. Perämeri, szw. Bottenviken) – północny basen Zatoki Botnickiej, oddzielony od Botnika Południowego cieśniną Kvarken Północny. Powierzchnia Botnika Północnego wynosi 36 800 km², zaś jego objętość 1490 km³. Zasolenie waha się w granicach 3 – 3,5 promila. Średnia głębokość zbiornika wynosi 40 m, największa 146 m.
Do Botnika Północnego uchodzi kilka dużych rzek, które są główną przyczyną tak niskiego zasolenia. Są to m.in. Oulujoki, Kemijoki, Torne, Skellefteälven.
Główne porty położone nad Botnikiem Północnym znajdują się w miastach: Pietarsaari, Kokkola, Oulu, Kemi, Tornio, Skellefteå.
Niektóre źródła używają nazwy "Zatoka Botnicka" na określenie wyłącznie Botnika Północnego, dla Południowego używając nazwy "Morze Botnickie".